# Hermann Lechner (Maler)

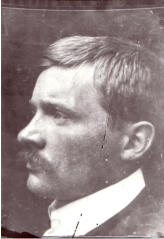
Hermann Lechner (um 1900)

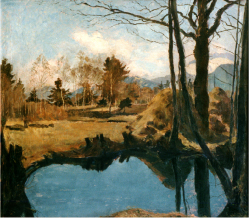
Hermann Lechner, Moorlandschaft, Öl auf Leinwand, ca. 70 × 80 cm (um 1922)

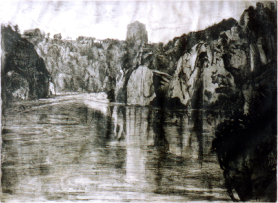
Hermann Lechner, Ansicht der Befreiungshalle bei Kelheim, Radierung, ca. 50 × 60 cm (1913)

Franz Hermann Lechner (* 17. Oktober 1879 in Würzburg; † 21. Januar 1924 in Hittenkirchen) war ein deutscher Maler und Radierer.

## Leben
Franz Hermann Lechner war das dritte Kind der Verbindung von Margarethe Lechner (1847–1926) mit dem Messerschmied Franz Joseph Alexander Geiß (1851–1881). Er verlor bereits mit zwei Jahren seinen Vater. Die Mutter verdiente den Unterhalt für ihn und seine beiden älteren Schwestern, Elisa (* 1873) und Theodora (* 1876), als Weißnäherin. Nach dem Besuch der Volksschule begann er eine Lehre als Steinmetz und besuchte die Würzburger Zeichen- und Modellierschule. Von dort gelangte er schon bald an die Kunstgewerbeschule in Nürnberg in den Kreis von Rudolf Schiestl (1878–1931) und Hans Huber-Sulzemoos (1873–1951). Mit zwanzig Jahren führte ihn sein Weg nach München, wo er sich am 14. Mai 1900 an der Münchner Kunstakademie in der Klasse von Martin von Feuerstein (1856–1931) einschrieb. Später wurde er Schüler von Peter Halm (1854–1923) und Hermann Groeber (1865–1935), mit dem ihn zeitlebens ein freundschaftliches Verhältnis verband.
Im August des Jahres 1914 heiratete Lechner Susanne Christ, die Tochter des Universitätsprofessors Wilhelm von Christ und übersiedelte in ein abgeschiedenes Bauernhaus auf dem Dandlberg, Gemeinde Samerberg über dem Inntal. Er gehörte dort zum Kreis der Samerberger Künstler und war u. a. befreundet mit Karl Hermann Müller-Samerberg, der in Törwang lebte und eine Gruppe junger Maler um sich vereinte. Auf dem Dandlberg kamen in den folgenden Jahren die Kinder Anna Notburga (* 1915), Wilhelm Tilman (* 1916) und Friedrich Peter (* 1917) zur Welt. Nach Einberufung des Künstlers zum Kriegsdienst war seine Frau mit ihren Kindern weitgehend auf sich gestellt. 1921 übersiedelte die Familie nach Hittenkirchen bei Prien am Chiemsee, wo sein Freund und Lehrer Hermann Groeber die Frauenwörther Malerkolonie um sich versammelte. Mit Hilfe des Bruders von Susanne Lechner konnten sie dort ein Haus erwerben. Hier wurde 1922 der Sohn Viktor geboren. In Hittenkirchen pflegte Lechner Kontakt zur Priener Künstlervereinigung Die Welle, an deren Ausstellung er sich 1922, wohl mangels finanzieller Mittel für eine Mitgliedschaft, nur als Gast beteiligte. Lechner starb am 21. Januar 1924 mit nur 45 Jahren an einer Blutvergiftung. Noch im selben Jahr richtete der Münchner Kunstverein dem Künstler eine Gedächtnisausstellung aus.

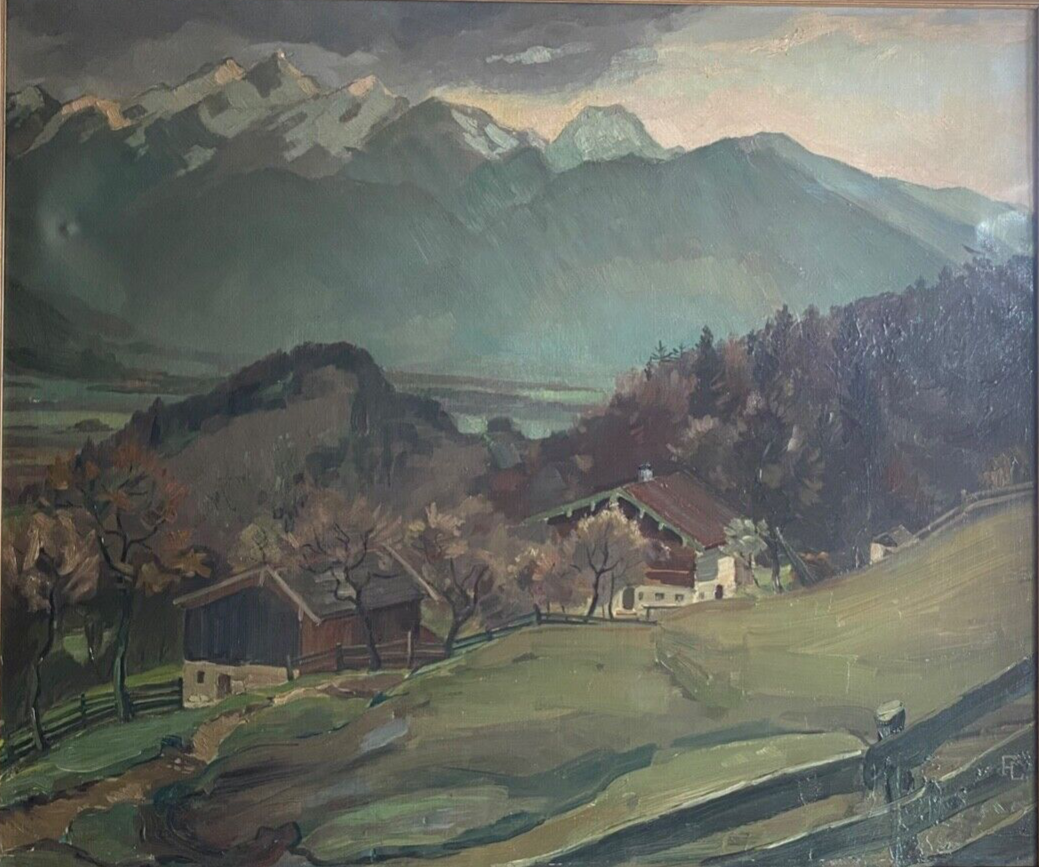
Franz Herrmann Lechner: Dandlberg, 72 × 87 cm

## Werk
Lechner malte Landschaften aus dem Inntal und dem Maingau sowie Bildnisse. Der Münchner Kunstverein würdigte Hermann Lechner mit folgenden Worten: „Welch herbe, ehrliche, überzeugende, durchaus auf Eigenem stehende Kunst er zu bieten hatte, ließ erst die Nachlassausstellung seiner Werke erkennen (…) Hermann Lechner starb (…) bevor er die Erfolge seines jahrelangen Kämpfens hätte ernten können.“ Wie aus Lechners Briefen an seine spätere Frau zu erkennen ist, erhoffte sich der junge Künstler durch das Handwerk der Radierung eine solide Lebensgrundlage schaffen zu können. Aus den Jahren vor 1914 existieren einige topographisch sehr genau ausgeführte Radierungen mit Ansichten einer Reise, die ihn von der Burg Kronach nach Kelheim führten. In Kelheim arbeitete er im Herbst 1913 an einer Serie von Radierungen, die er für das Fest des einhundertsten Jahrestages der Befreiungskriege vorbereitete. Zwei Ausstellungen mit seinen Radierungen fanden im August 1913 in den Räumen der Würzburger Landeszeitung und in der dortigen Kunsthandlung Scheuner statt. Die persönliche Bedeutung der Kelheimer Radierungen für Lechner selbst zeigt sich auch darin, dass er diese sowohl an „seine Majestät den König und Kaiser in Berlin“ als auch an den Prinzregenten von Bayern übergab, von dem er laut seiner Briefe ein Dankesschreiben erhielt.

## Ausstellungen
- 1924: Nachlassausstellung im Kunstverein München[3]
- 1925: Gastaussteller der Künstlervereinigung Die Welle in Prien/Chiemsee